# Абраксас

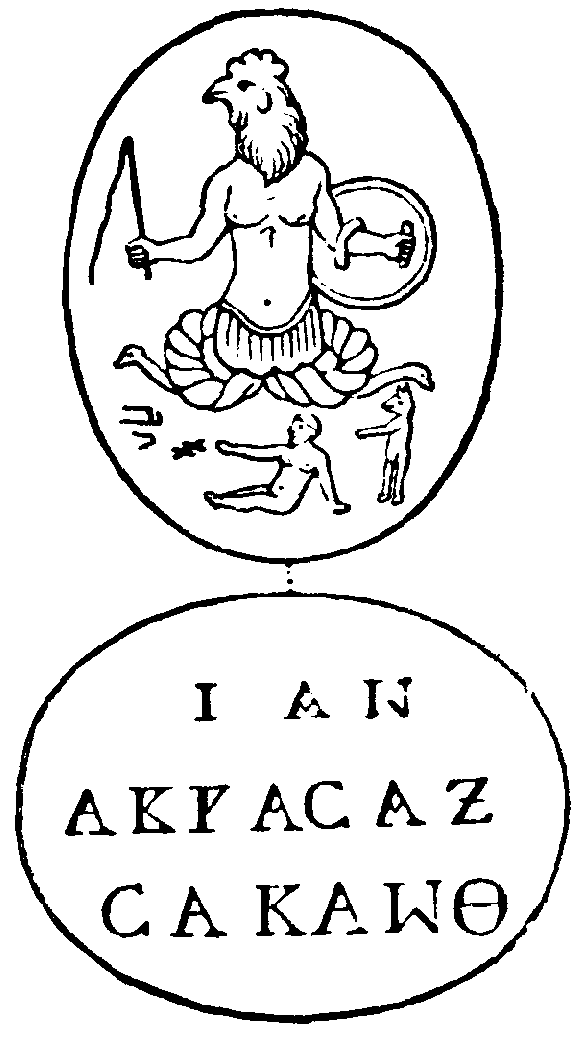
Абраксас

 Абра́ксас (ΑΒΡΑΞΑΣ) або (в ранішій формі)  Абрасакс (ΑΒΡΑΣΑΞ) — ім'я космологічної істоти в уявленні гностиків I—III ст. У системі гностика Василіда Абрасакс — це голова (архонт) нижчих еманацій Божества еонів, які створили 365 небес, котрі оточують Землю. В середньовічній окультній традиції набула поширення форма імені Абраксас, а сам архонт поставав як єгипетський бог сонця, істинний Бог, або демон.

## Символізм імені
Слово «Абраксас» у записі грецькими літерами тотожне числу 365 (ізопсефія), символізуючи собою сонячний рік. Літери складають слово «Абраксас» таким чином: Α = 1, Β = 2, Ρ = 100, Α = 1, Σ = 200, Α = 1, Ξ = 60 (200+100+60+1+2+1+1 = 300+60+5 = 365). Абраксас відповідно міг слугувати аналогом давньогрецької персоніфікації часу Еона, священним числом котрого також було 365. Сім літер символізують сонце і шість планет.
Німецький філолог Йоганн Баллерман вважав, що «Абраксас» походить від коптських «абрк» і «сакс» — «священне ім'я, святе слово». Моріц Ґудерман пропонував, що воно походить від магічної форми «абратіаот», яка утворена чотирма літерами єврейської абетки, котрі складають тетраграматон.

## Образ
Гностики з течії василіданів вважали Абраксаса верховним архонтом — керівником 365 небесних сфер, породженим істинним Богом. За свідченням святого Ієроніма, василідани шанували самого Абраксаса як «верховного Бога», «всемогутнього Бога», «Господа-Творця». Думку про такі погляди гностиків підтверджували також Феодорит Кирський, Аврелій Августин, та анонімний текст «Предестинат».
Католицька церква трактувала Абраксаса як демона, язичницьке божество. Згідно з «Пекельним словником» Коллена де Плансі, василідани вірили, що Ісус Христос був «доброзичливим привидом», посланим на Землю Абраксасом. Англійський орієнталіст Волліс Бадж вважав, що Абраксас — це форма Адама Кадмона.
Типовим зображенням Абраксаса була химерна істота з людським тулубом і руками, головою півня (рідше лева) та зміями замість ніг. Пташина чи левина голова мають паралелі з відповідними рисами єгипетського бога Ра та іранського Мітри, а змії — з грецьким Агатодемоном. У правій руці Абраксас тримає довбню чи батіг, у лівій — щит круглої чи овальної форми. Іноді зображення супроводжували 7 зірок, сонце та місяць, або Абраксас зображався на колісниці, запряженій чотирма білими кіньми.
Півняча голова Абраксаса трактується як символ сонця, провіщення розвіяння всякого зла. Людський тулуб — як символ логосу, змії — обачності. Батіг розуміється як амбівалентне знаряддя: ним божество і карає, і спрямовує, подібно як пастух поганяє батогом отару. Щит символізує мудрість, четверо коней — чотири сторони світу.

## Культ Абраксаса
Послідовники Василіда надавали магічного значення каменям, на якому було вирізьблено це слово і фігура Абраксаса. Подібні камені знайдені в Азії, Єгипті, частково в Іспанії, куди вони разом з василідовим вченням занесені присциліанами, а потім були прийняті магічними і алхімічними сектами і в середні віки набули широкого поширення як амулети. Часом на каменях вирізьблялося також одне з імен єврейського Бога на кшталт Саваоф, Адонай.
Абраксасу приписувалася здатність робити приховане явним. В містиці прикликання Абраксаса допомагає побачити речі такими, які вони є насправді, а не якими хочуть здаватись.
Містична фігура видозмінювалася найрізноманітнішим чином і замінювалася різними зображеннями, язичницькими та ін., які нічого спільного з гностицизмом не мають.

## У культурі
- У Томаса Мора Абраксас — стара назва острова Утопія.
- Образ використовується у творі Карла Юнга «Сім проповідей мертвим»;
- Назву «Абраксас» використала група «емоціоналістів» на чолі з Михайлом Кузміним для свого альманаху 1920-х років (у цей період Кузмін активно цікавився гностицизмом і написав про Василіда вірш).
- Образ Абраксаса зустрічається також у Германа Гессе (роман «Деміан»), у сучасній поп- і рок-культурі, тощо.
- Шведська симфо-метал група Therion записала пісню Abraxas у своєму альбомі Lemuria, випущеному в 2004 році.
- Другий альбом групи Santana називається Abraxas (1970).
- У Джоан Роулінг в книгах серії «Гаррі Поттер» так звуть батька Луціуса Мелфоя.
- Пісня «Абраксас», написана Сергієм Калугіним, виконувалася російською групою «Оргія Праведників».
- Аркан Таро «Диявол» іноді також називають «Абраксас».
- У казці Отфріда Пройслера «Маленька Відьма» так звуть її друга — балакучого ворона.
- У мультсеріалі «Час пригод» образ Абраксаса з'являється в книзі з божественними істотами, під іменем Малус.